# Condenados (película de 1953)
Condenados es una película española de 1953 dirigida por Manuel Mur Oti y escrita por José Suárez Carreño y Mur Oti a partir de una obra teatral de José Suárez Carreño del mismo título que obtuvo el premio Lope de Vega en 1951. Un drama rural de tintes calderonianos y casi lorquianos, donde afrontan los valores de honor y honra. Se rodó en el pueblo toledano de Madridejos, en La Guardia y en el castellano de Medina de Rioseco.
Los protagonistas principales de la película son Aurora Bautista, José Suárez y Carlos Lemos, acompañados de Félix Fernández, Aníbal Vela y Eugenio Domingo

## Sinopsis
En un pueblo manchego una mujer trabaja la tierra con la ayuda de un joven forastero. Su marido está ausente, en prisión por un crimen que cometió en un ataque de celos. Todo sigue su curso hasta que el marido recobra la libertad, y con él vuelven los fantasmas de los celos, desencadenando la tragedia.

## Premios
Novena edición de las Medallas del Círculo de Escritores Cinematográficos
| Categoría        | Nominados        | Resultado |
| ---------------- | ---------------- | --------- |
| Mejor fotografía | Manuel Berenguer | Ganador   |